# Delarbrea montana
Delarbrea montana là một loài thực vật có hoa trong họ Myodocarpaceae. Loài này được René Viguier mô tả khoa học đầu tiên năm 1925.

## Phân loài
- Delarbrea montana subsp. arborea (R.Vig.) Lowry, 1986